# سيلفيا فارينا إيليا
سيلفيا فارينا إيليا (بالإيطالية: Silvia Farina Elia)‏ مواليد 27 أبريل 1972 في ميلانو، هي لاعبة كرة مضرب إيطالية سابقة بدأت مسيرتها كمحترفة سنة 1988 وكانت تلعب باليد اليمنى، اعتزلت اللعب في 24 أكتوبر 2005. أعلى تصنيف لها في الفردي كان المركز الـ 11 في سنة 2002. سبق أن شاركت في دورة الألعاب الأولمبية الصيفية.

## روابط خارجية
- سيلفيا فارينا إيليا على موقع رابطة محترفات التنس (الإنجليزية)
- سيلفيا فارينا إيليا على موقع الاتحاد الدولي لكرة المضرب (الإنجليزية)
- سيلفيا فارينا إيليا على موقع كأس بيلي جين كينغ (الإنجليزية)
- سيلفيا فارينا إيليا على موقع بطولة ويمبلدون (الإنجليزية)
- سيلفيا فارينا إيليا على موقع خلاصة التنس.كوم (الإنجليزية)
- سيلفيا فارينا إيليا على موقع اللجنة الأولمبية الدولية (الإنجليزية)
- سيلفيا فارينا إيليا على موقع أوليمبيديا (الإنجليزية)